# Dassault MD 454 Mystère IV
Dassault MD 454 Mystère IV (z fr. tajemnica) – francuski myśliwsko-bombowy samolot odrzutowy zbudowany przez firmę Dassault Aviation w latach 50. jako następca samolotu Dassault MD 452 Mystère II.

## Historia
Mystère IV został zbudowany od podstaw jako następca niezbyt udanego Mystère II i nie był jego  modyfikacją. Pierwszy prototyp napędzany takim samym jak Mystère IIA silnikiem Rolls-Royce Tay 250 oblatano 28 września 1952 roku.
Uzbrojenie maszyny stanowiły dwa działka rewolwerowe DEFA kalibru 30 mm tak jak w Mystère II, ale konstrukcja kadłuba była dużo wytrzymalsza i miała owalny przekrój. Skrzydła nowego samolotu były cieńsze i posiadały większy skos, zmieniono również całe usterzenie ogonowe. Całość bardzo przypominała Mystère II, ale była lepiej dopracowana, także pod względem aerodynamiki podobnie jak najbardziej charakterystyczny samolot myśliwski tamtych czasów North American F-86 Sabre.
Pierwszy kontrakt na 225 samolotów Mystère IVA podpisano po przetestowaniu tylko jednego prototypu. Maszyny te zostały zakupione dla francuskich Armée de l'Air przez Stany Zjednoczone w ramach programu pomocy militarnej dla krajów NATO, a kolejne 100 maszyn Francja zakupiła z własnych środków.
Pierwszy produkcyjny Mystère IVA został oblatany w maju 1954 roku i wprowadzony do służby rok później jako myśliwiec przechwytujący, chociaż wykorzystywano go również w misjach szturmowych do ataków na cele naziemne. Pierwsze 50 maszyn serii produkcyjnej wyposażono w silniki Tay 250, a wszystkie następne w ulepszoną ich wersję produkowaną na licencji przez Hispano-Suiza Verdon 350 o ciągu 34,4 kN.
Mystère IVA posiadał cztery węzły podskrzydłowe, po dwa po każdej stronie służące do podwieszenia uzbrojenia. Prawdopodobnie jednak do mocowania bomb i wyrzutni niekierowanych pocisków rakietowych służyły tylko dwa z nich, a na pozostałych instalowano odrzucane zbiorniki paliwa, bez których zasięg maszyny był bardzo mały, co było dość powszechną przypadłością wczesnych konstrukcji samolotów odrzutowych.
Mystère IVA był wykorzystywany przez francuskie siły powietrzne do wczesnych lat 60., gdy został zastąpiony samolotem Mirage IIIC. Jako samolot szturmowy z kolei, był wykorzystywany do 1975, gdy wprowadzono maszyny SEPECAT Jaguar. Trochę dłużej, bo do 1980 wykorzystywano Mystère IVA jako samolot treningowy, którego rolę przejął z kolei Dassault/Dornier Alpha Jet. Przez pewien czas maszyna była wykorzystywana także jako samolot grupy akrobacyjnej Patrouille de France.

## Pozostałe wersje

### Mystère IVA
W celu wykorzystania zalet nowych silników odrzutowych wyposażonych w dopalacz zbudowano kolejną wersję samolotu oznaczoną jako Mystère IVB. Była to praktycznie od nowa zaprojektowana maszyna z nowym kadłubem i zmienionym usterzeniem ogonowym. Zastosowano w niej również celownik radarowy zainstalowany na górnej krawędzi wlotu powietrza do silnika, podobnie jak w amerykańskim F-86 Sabre. 
Mystère IVB napędzany wyposażonym w dopalacz turboodrzutowym silnikiem Rolls-Royce Avon RA.7R o ciągu maksymalnym 42,5 kN został oblatany w grudniu 1953 roku. Kolejny prototyp napędzany tym samym silnikiem wzniósł się w powietrze w czerwcu 1954, a trzeci z inną jednostką napędową Atar 101F w marcu 1955.
Zbudowano siedem maszyn serii informacyjnej Mystère IVB, z których dwie pierwsze zaopatrzono w dodatkowe silniki rakietowe zwiększające ciąg, a dwa ostatnie w nowy silnik Atar 101G-2 o ciągu 44,1 kN z dopalaniem. Chociaż Mystère IVB wydawał się bardzo obiecującą maszyną, ale nie zdecydowano się wprowadzić jej do produkcji gdyż w tym samym czasie prowadzono projekt znacznie nowocześniejszego samolotu Dassault Super Mystère.

### Mystère IVN
Kolejną wersją Mystère IV był dwumiejscowy nocny myśliwiec Mystère IVN (N od de Nuit — nocny), który oblatano w 1954 roku. Napęd tej maszyny stanowił silnik Avon RA.7R, a kadłub został wydłużony o 140 cm w celu pomieszczenia drugiej kabiny i dodatkowego zbiornika paliwa. Wyposażenie elektroniczne stanowił amerykański radar AN/APG-33 zainstalowany w osłonie w przedniej części kadłuba nad wlotem powietrza tak jak w wersji przechwytującej F-86D Sabre Dog.
Mystère IVN posiadał uzbrojenie strzeleckie w postaci dwóch działek DEFA kalibru 30 mm, oraz wciąganą do kadłuba wyrzutnię 55 niekierowanych pocisków rakietowych Matra kalibru 68 mm. Projekt nie został dobrze oceniony ze względu na małą niezawodność maszyny i problemy z radarem, dlatego zdecydowano się  zamknąć projekt Mystère IVN na korzyść rokującego większe nadzieje myśliwca nocnego Sud-Ouest Vautour IIN.

## Użycie bojowe samolotów Mystère IVA
24 kwietnia 1956 sprzedano 60 samolotów Mystère IVA Izraelowi i już w październiku pierwsze 24 z nich wprowadzono do walki w ramach Operacji Muszkieter podczas kryzysu sueskiego. Pilotowane przez doświadczonych pilotów izraelskich stanowiły równoważne uzbrojenie z egipskimi MiGami-15. W walkach w Egipcie wzięły udział również francuskie Mystère IVA startujące z izraelskich baz w ramach izraelskich eskadr. Niektóre należące do Izraela samolotów były pilotowane przez francuskich pilotów. Pozostałe 36 z zamówionych maszyn dotarły do Izraela już po wojnie o Kanał Sueski. Podczas kolejnej wojny, wojny sześciodniowej izraelskie siły powietrzne posiadały na wyposażeniu jeszcze dwie eskadry samolotów Mystère IVA, które wzięły udział w walkach.
Siły powietrzne Indii zakupiły 110 samolotów Mystère IVA napędzanych silnikiem Verdon, z których pierwszy trafił do odbiorcy w 1957 roku. Maszyny te wzięły udział w drugiej wojnie kaszmirskiej, która wybuchła pomiędzy Indiami i Pakistanem w 1965 roku. Mystère IVA były wykorzystywane głównie do ataków na cele naziemne w roli samolotów bliskiego wsparcia.

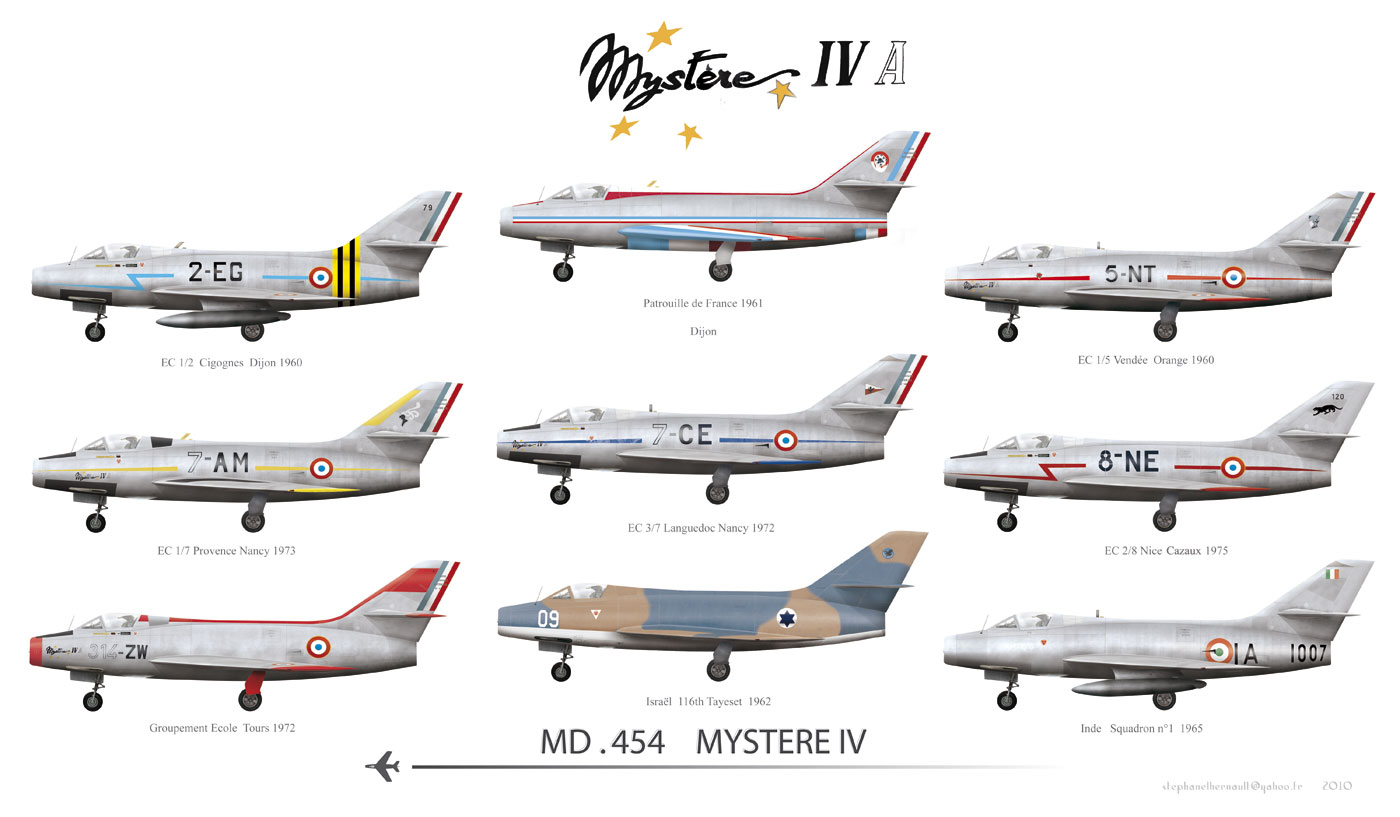
Dassault Mystère IV MD 454